# Häuser der Eugen-Kulenkamp-Stiftung
Die früheren Arbeiterhäuser der Eugen Kulenkamp-Stiftung, in Bremen - Östliche Vorstadt, Ortsteil Peterswerder, Achimer Straße 59 bis 97 und Henriettenstraße 2 bis 38, nahe dem Weserstadion, stehen unter Denkmalschutz.

## Geschichte

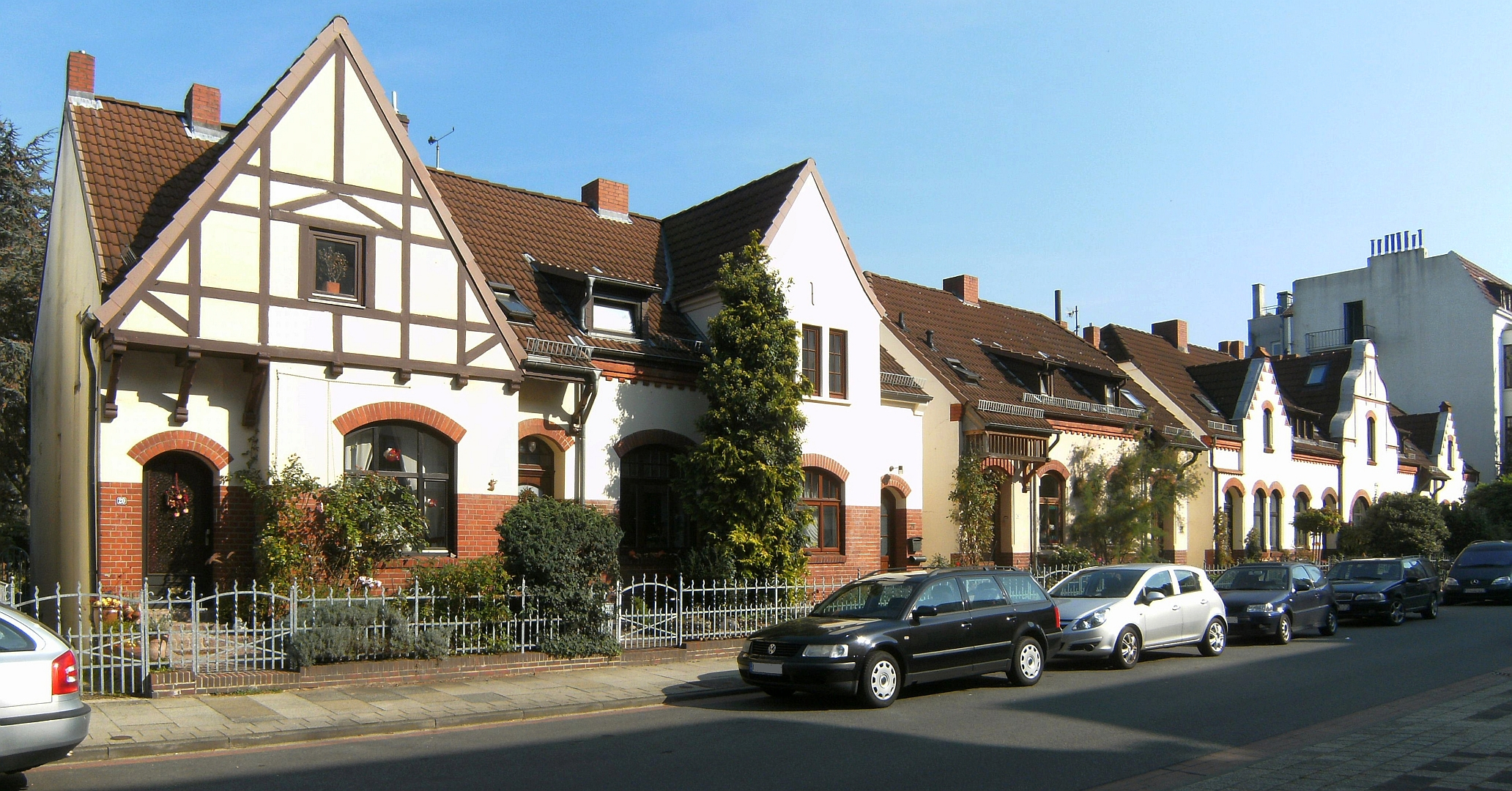
Henriettenstraße 20–38

Um 1900 wurden viele kleine Bremer Häuser als Reihenhäuser gebaut, die oft sehr gleichförmig waren. Diese traufständigen, eingeschossigen, kleinen Wohnhäuser im Reformstil aus der Jahrhundertwendezeit mit zum Teil Zwerchgiebeln entstanden von 1904 bis 1905 nach Plänen von dem Architekten und Bauunternehmer Hermann Schelb und sie sind durchaus differenziert. Materialien, Dach- und Giebelformen wechseln öfters. Und doch gibt es ein Ordnungsschema von 5er und 6er Häusergruppen, welches aber kaum die Aneinanderreihung erkennen lassen. Etwas Jugendstil und teils eklektizistische Formen prägen die Fassaden.
Die Eugen-Kulenkamp-Stiftung wurde 1897 mit Stiftungsmittel in Höhe von 300.000 Mark aus dem Vermächtnis des Generalkonsuls Eugen Kulenkamp (1834–1897) gegründet, mit dem Zweck Arbeiterhäuser zu errichten für Bremer, „welche infolge der Größe ihrer Familie nicht in anderen Häusern aufgenommen werden“. Die Bremer Stiftung baute hier 39 und an anderen Stellen weitere 60 Wohnungen. 1969 erfolgte eine Vereinigung der Stiftung mit dem Verein für kleine Mietwohnungen von 1849 vertreten durch die Tecta Bau- und Betreuungs GmbH in Bremen.
Auch heute (2014) werden die Häuser für Wohnzwecke genutzt.

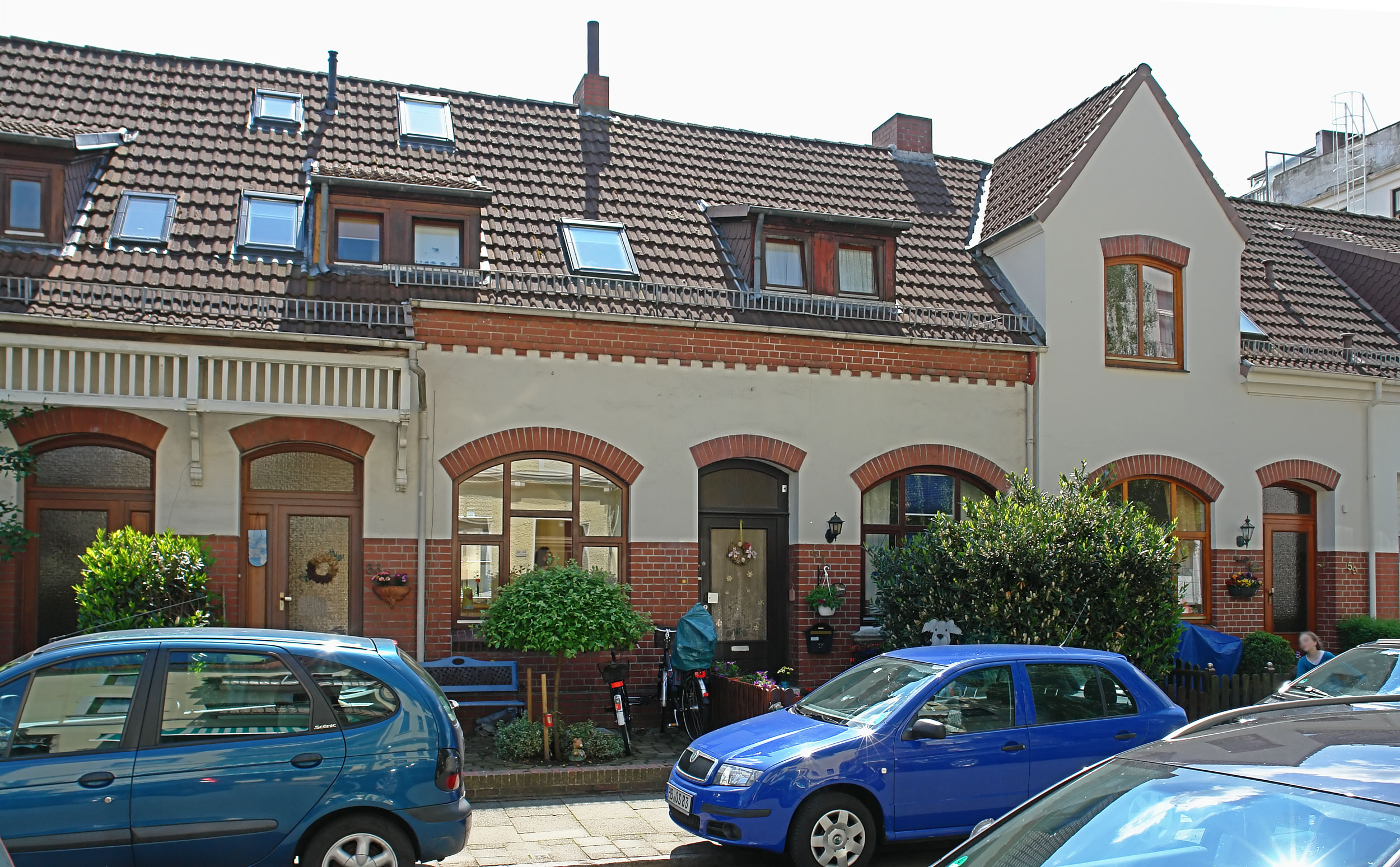
Achimer Str. 59–63
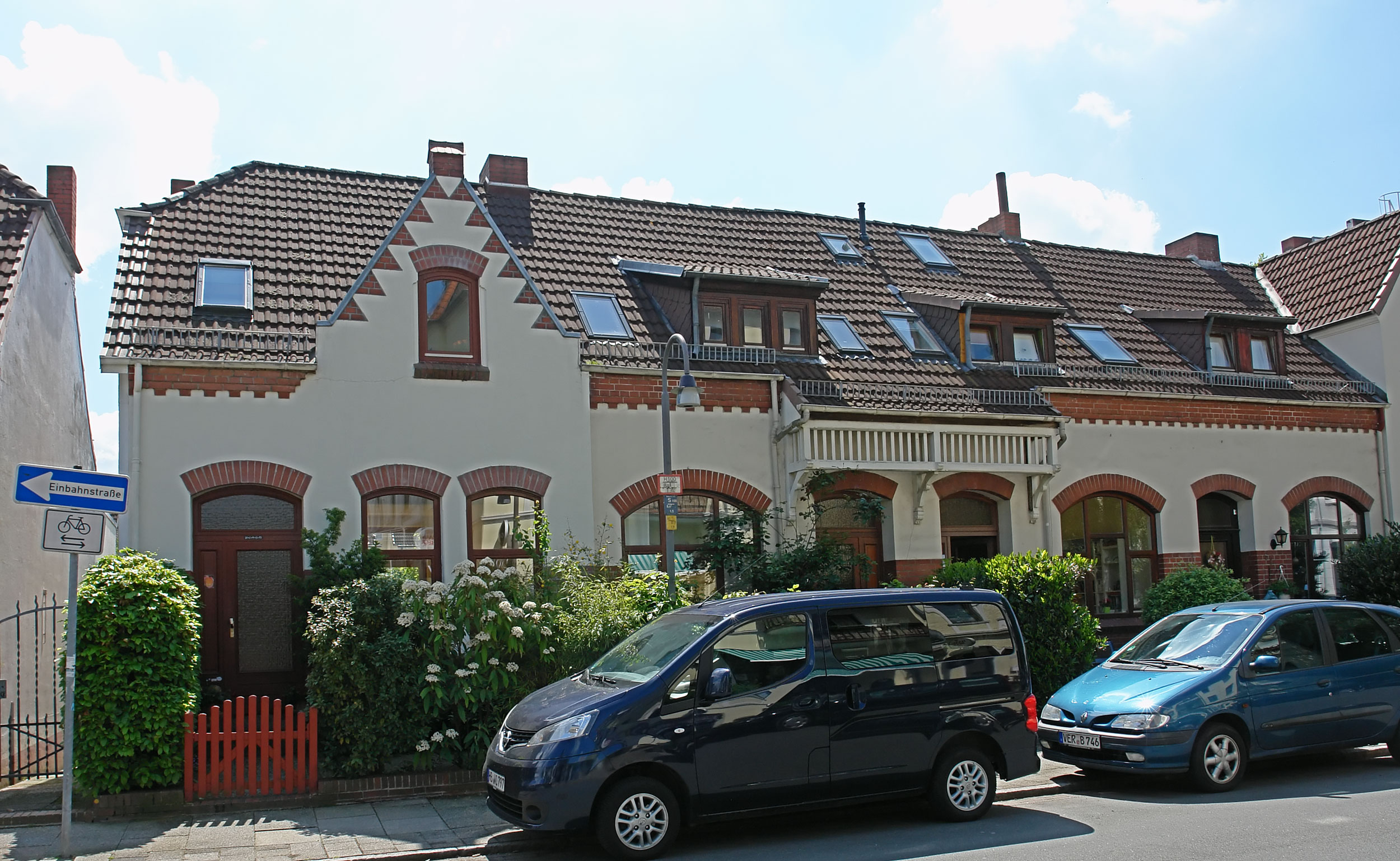
Achimer Str. 61–67
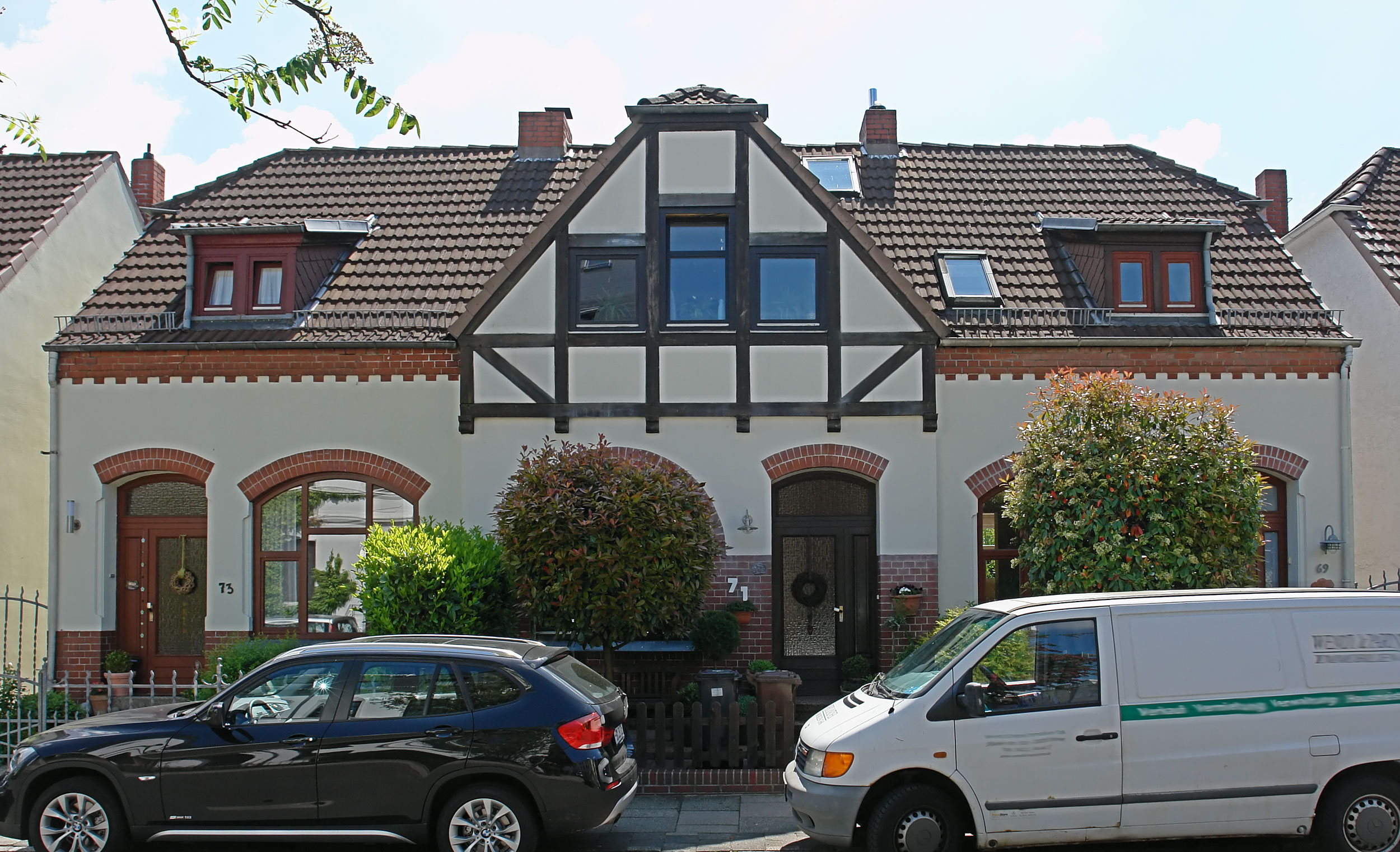
Achimer Str. 69–73
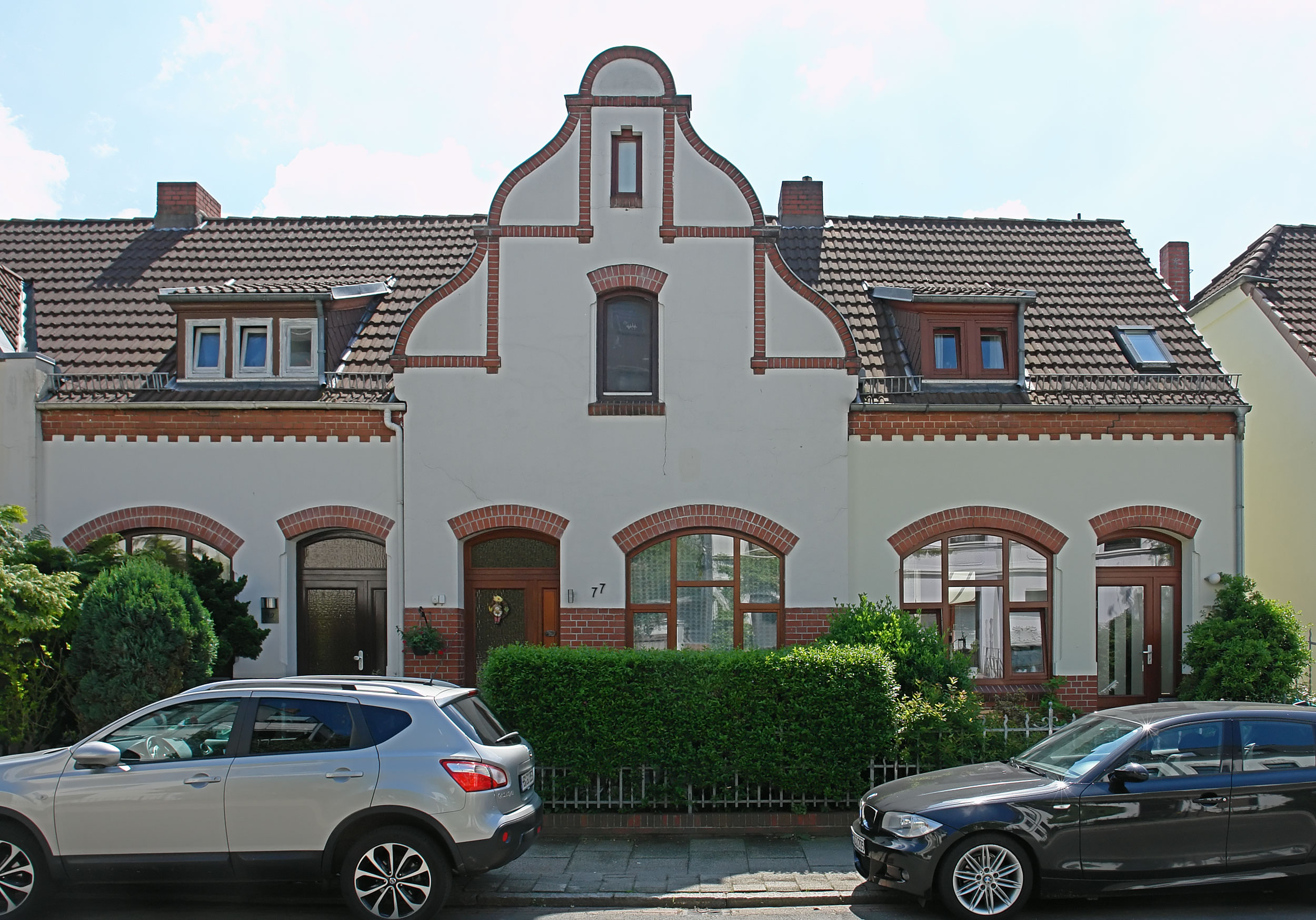
Achimer Str. 75–79
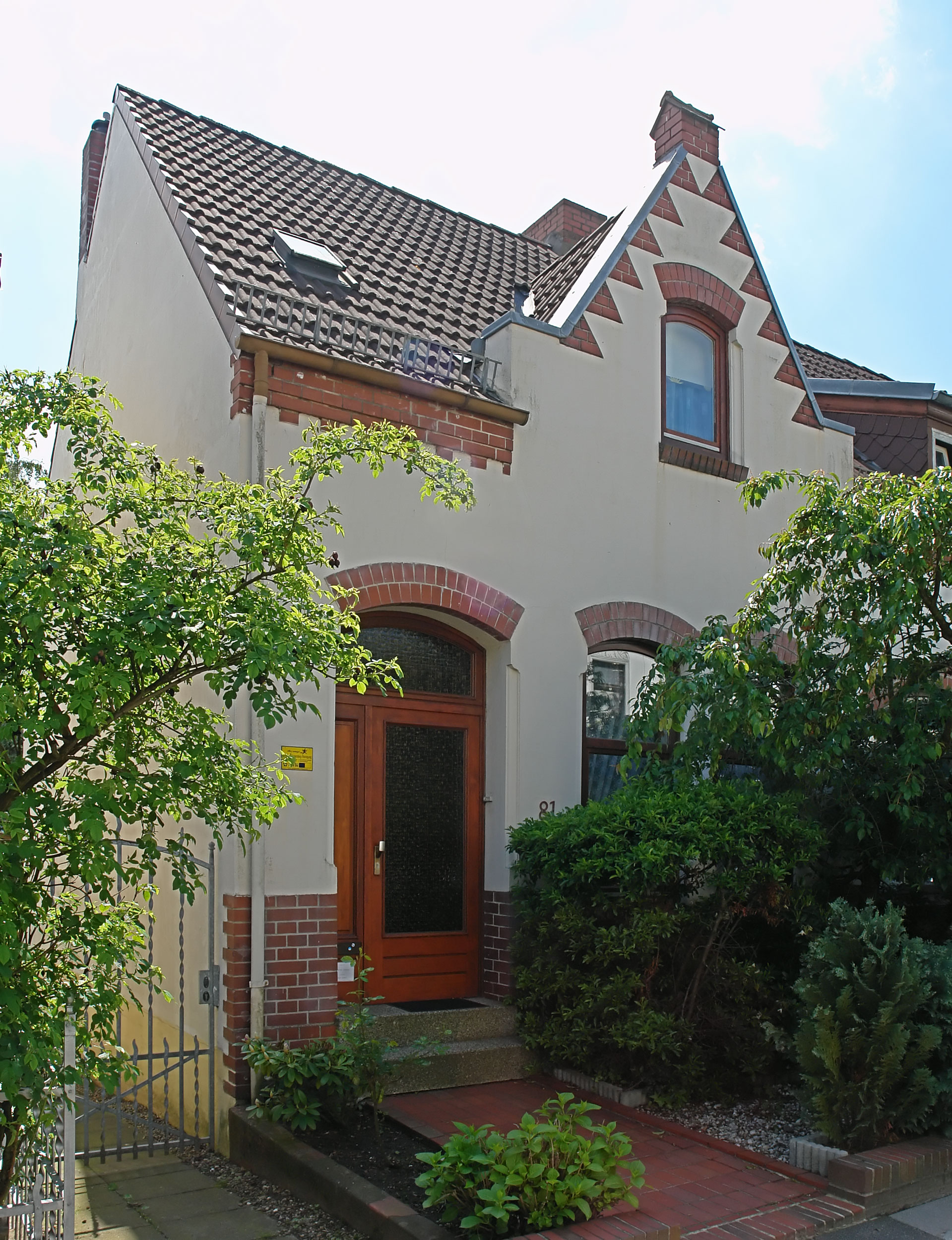
Achimer Str. 81
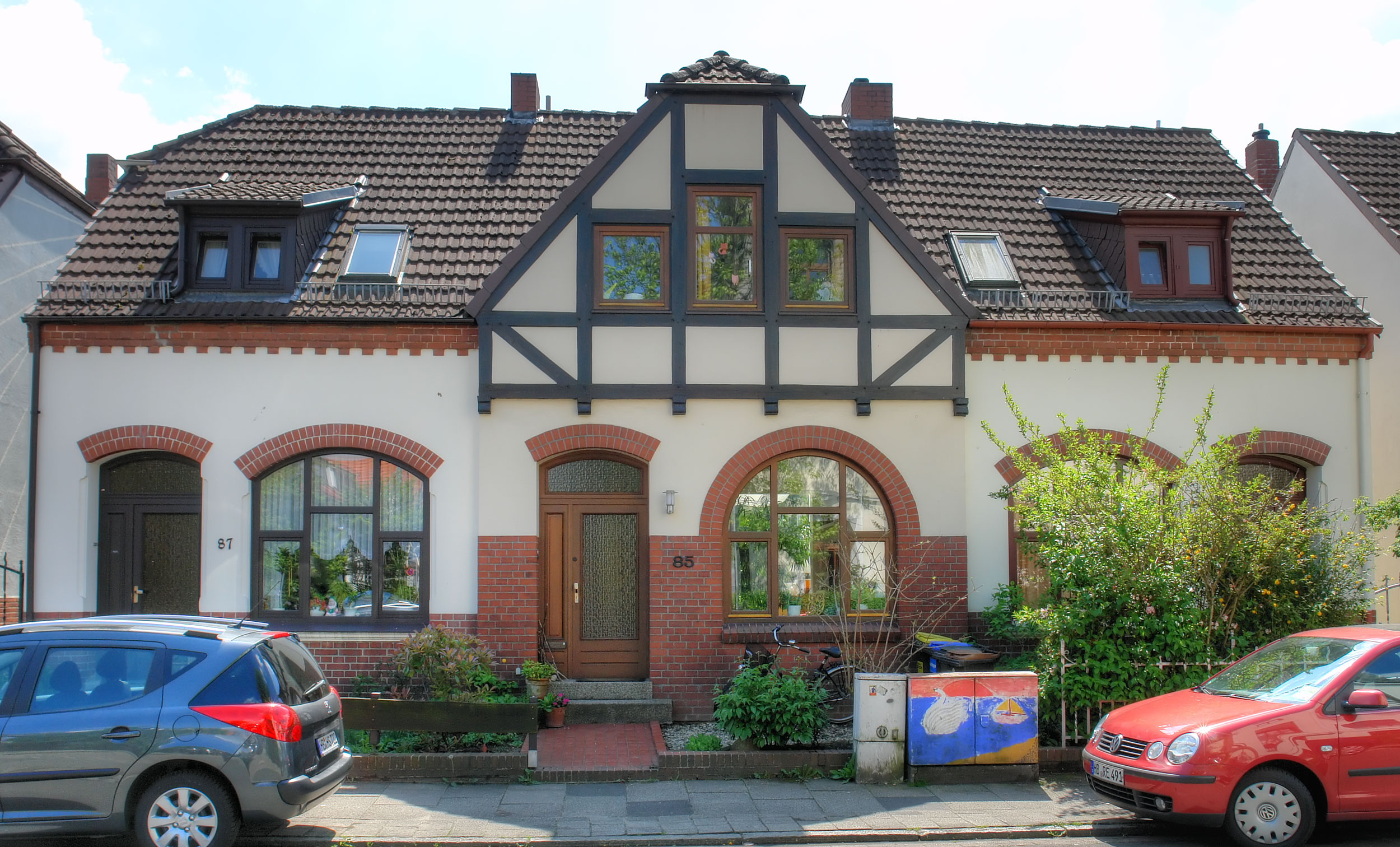
Achimer Str. 83–87
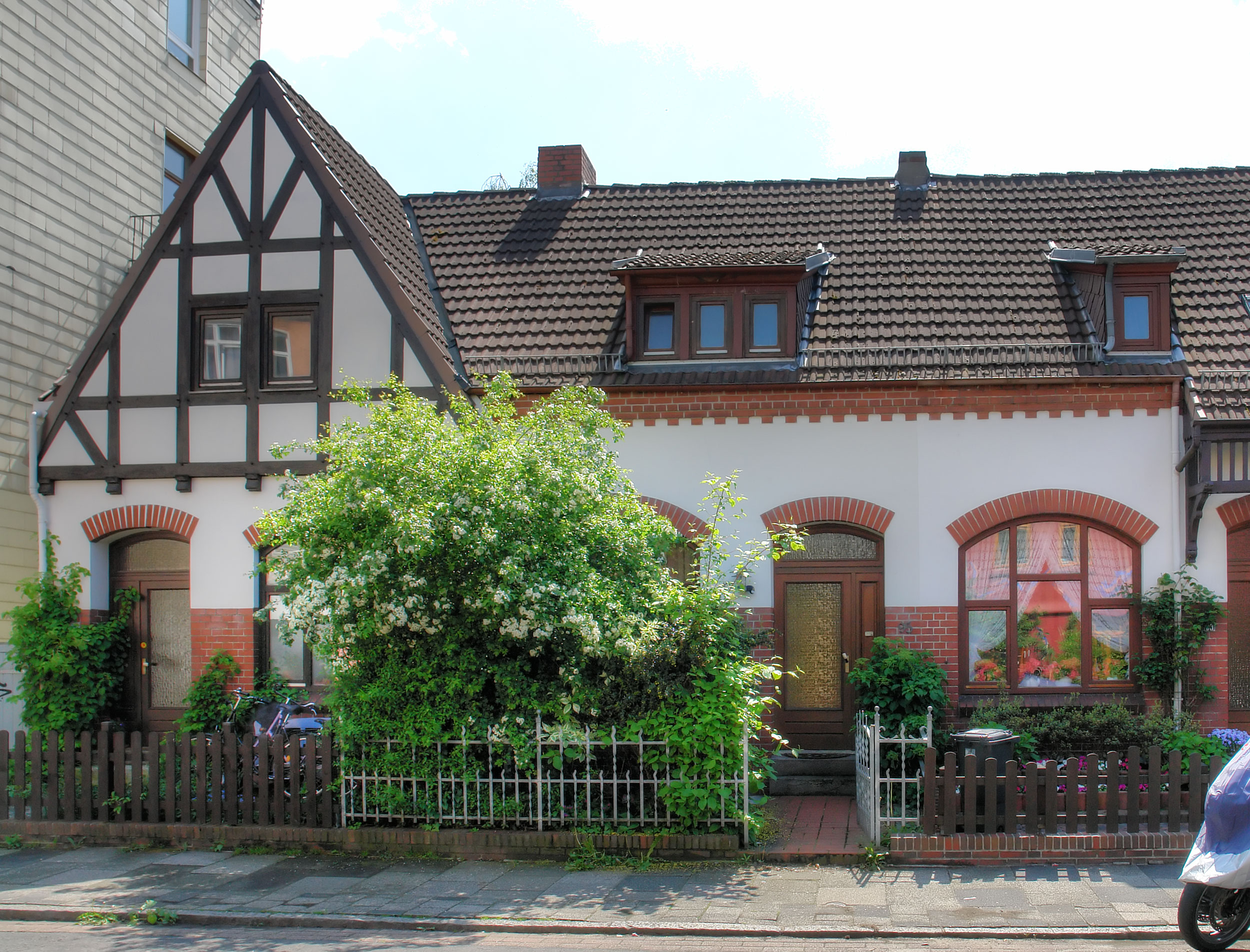
Achimer Str. 95–97
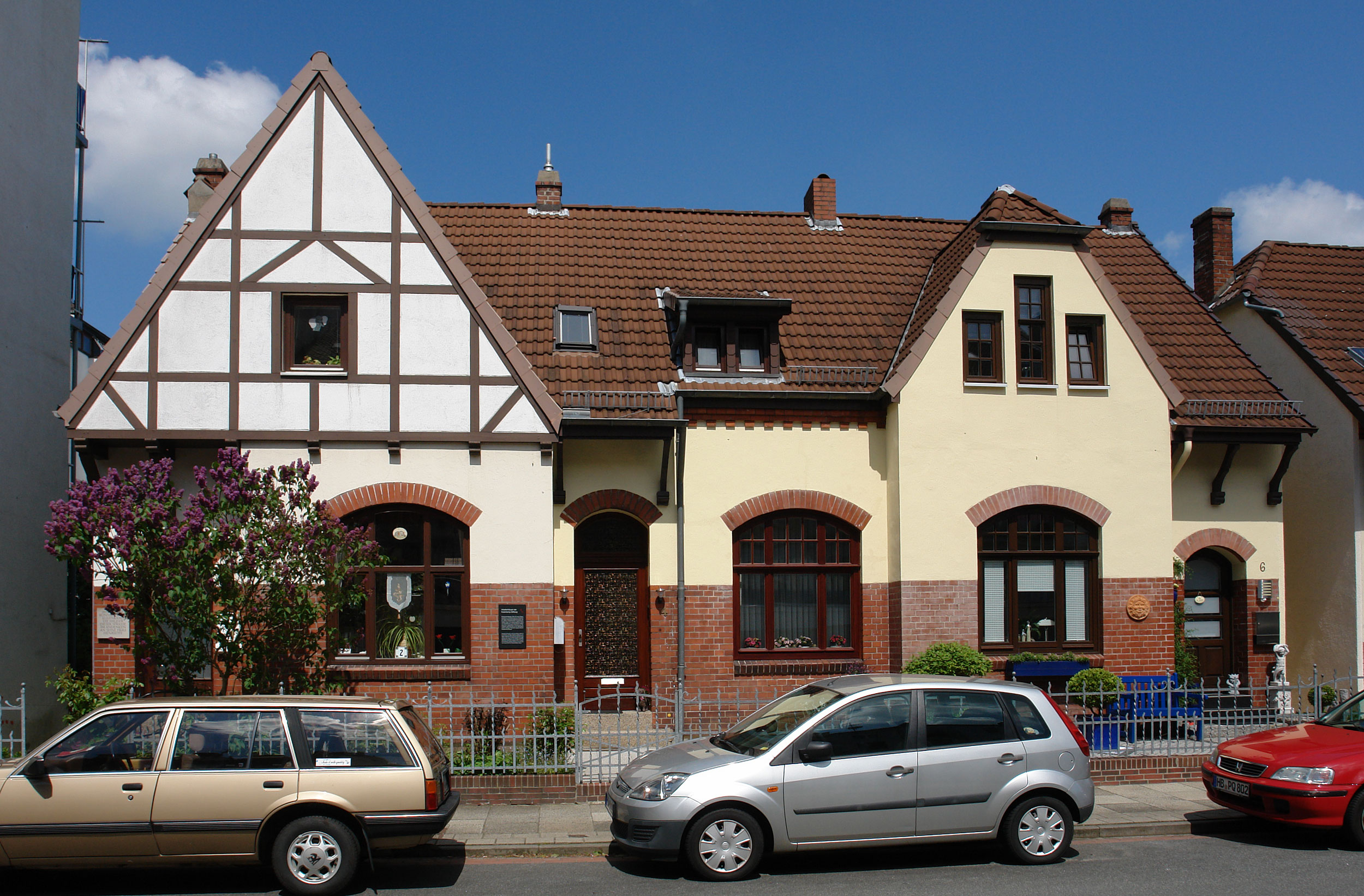
Henriettenstr. 2–6
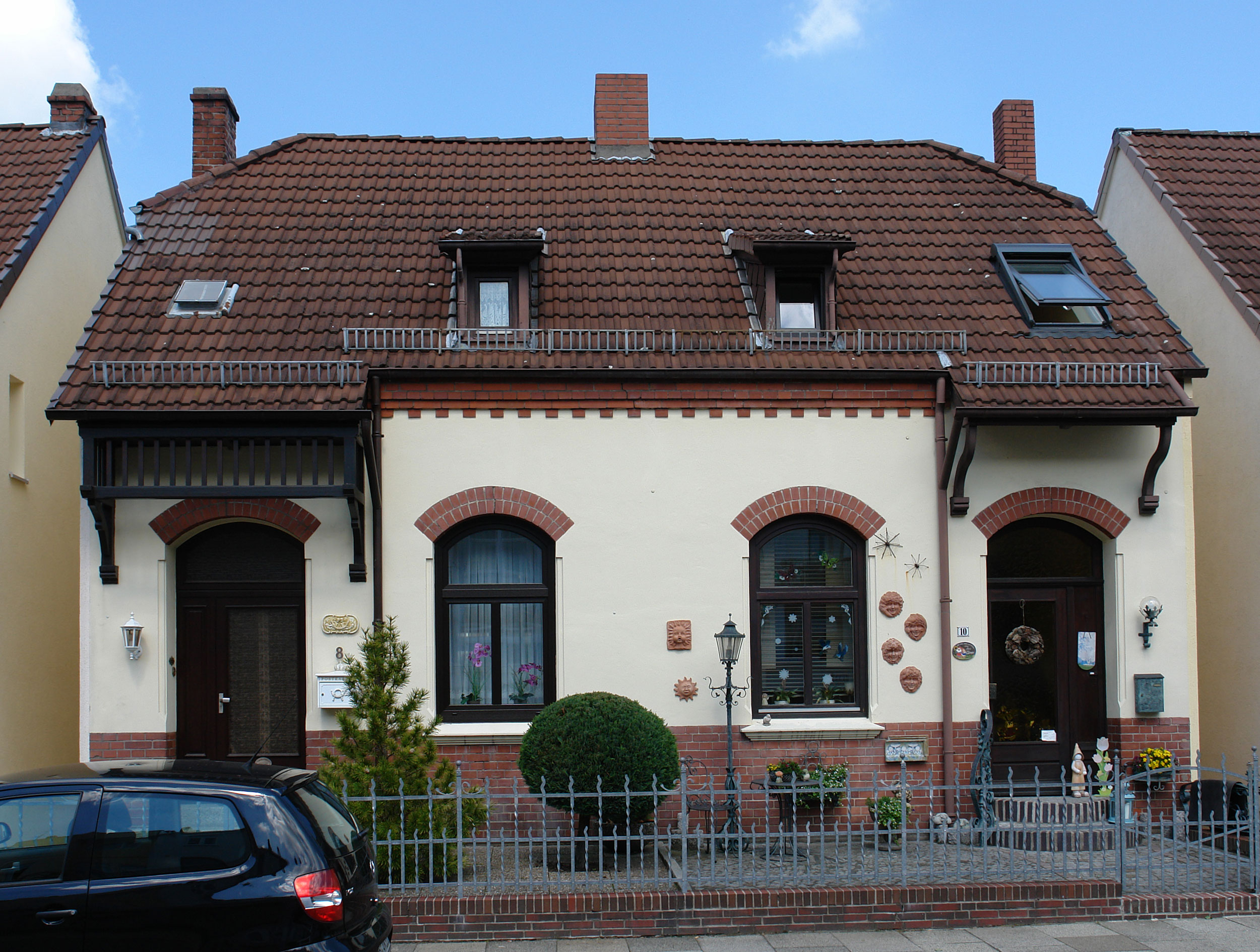
Henriettenstr. 8–10
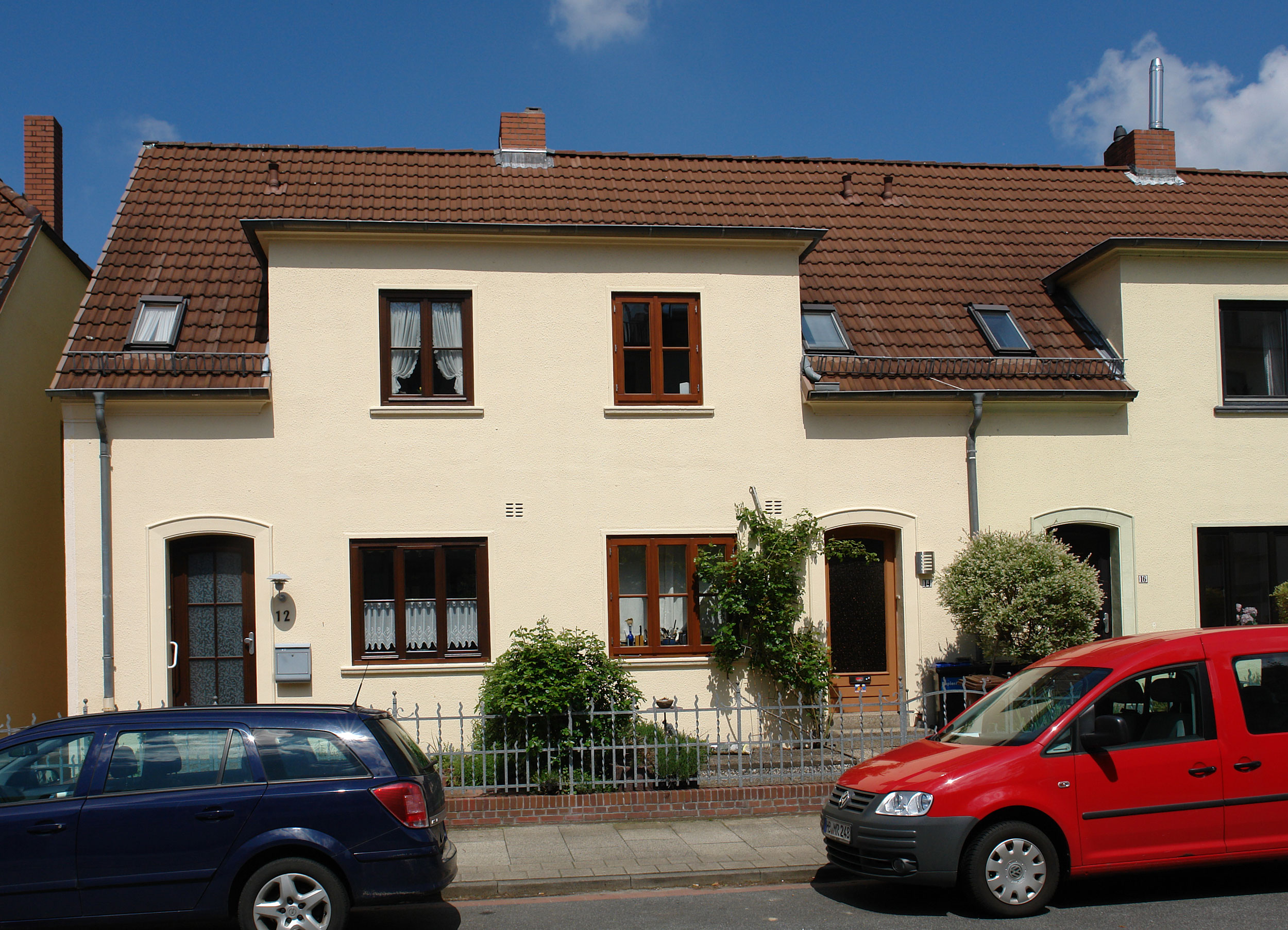
Henriettenstr. 12–14
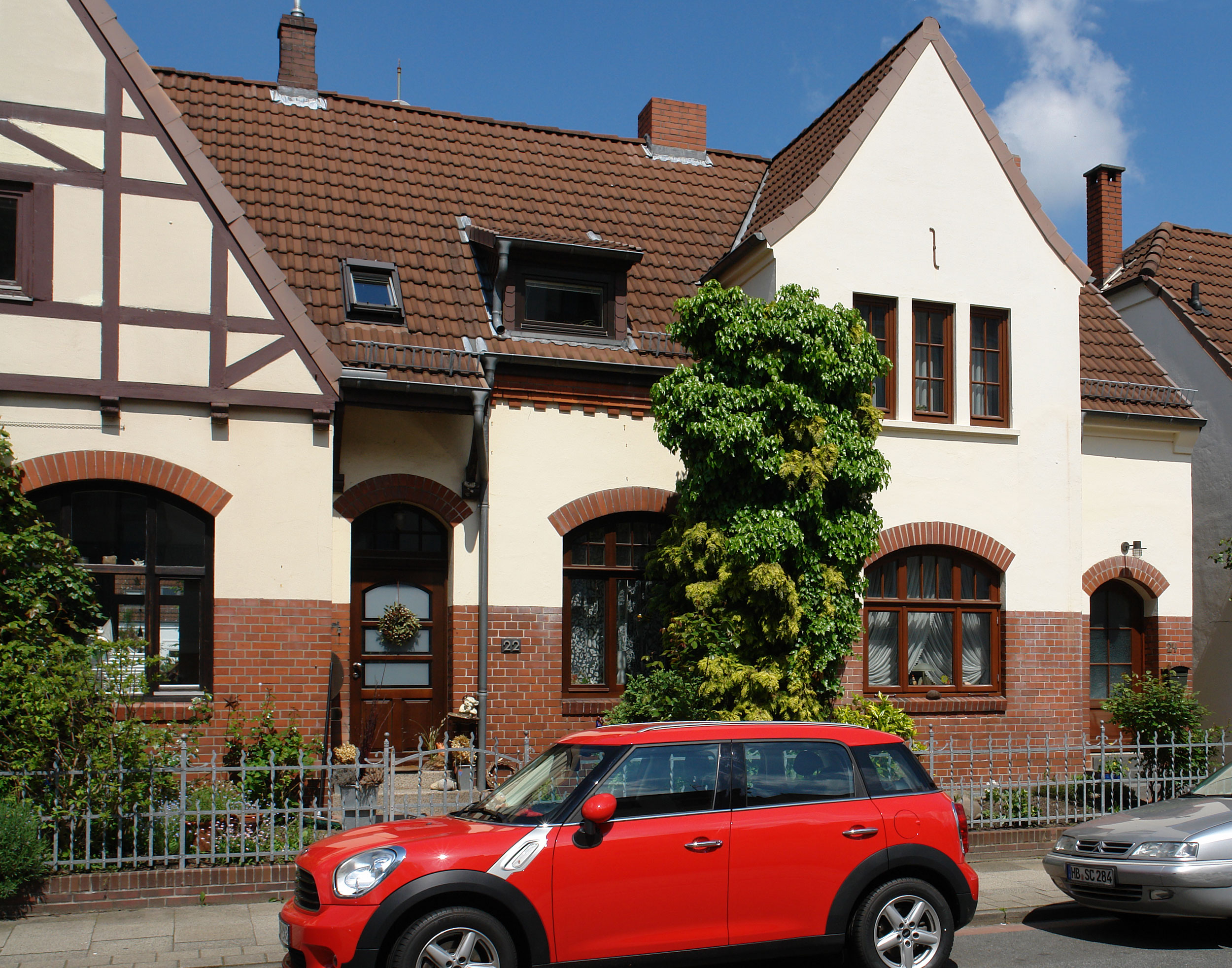
Henriettenstr. 22–24
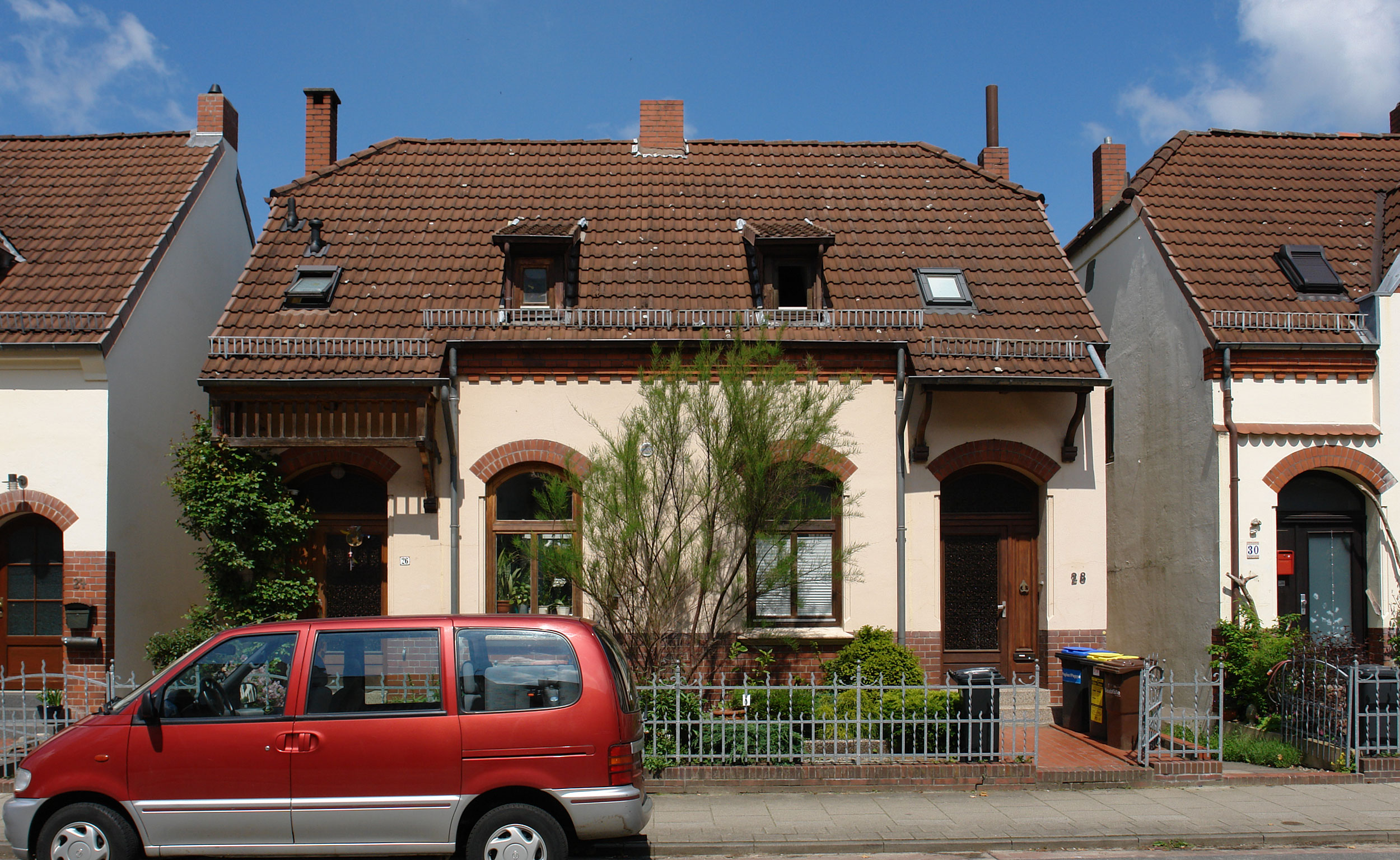
Henriettenstr. 26–28
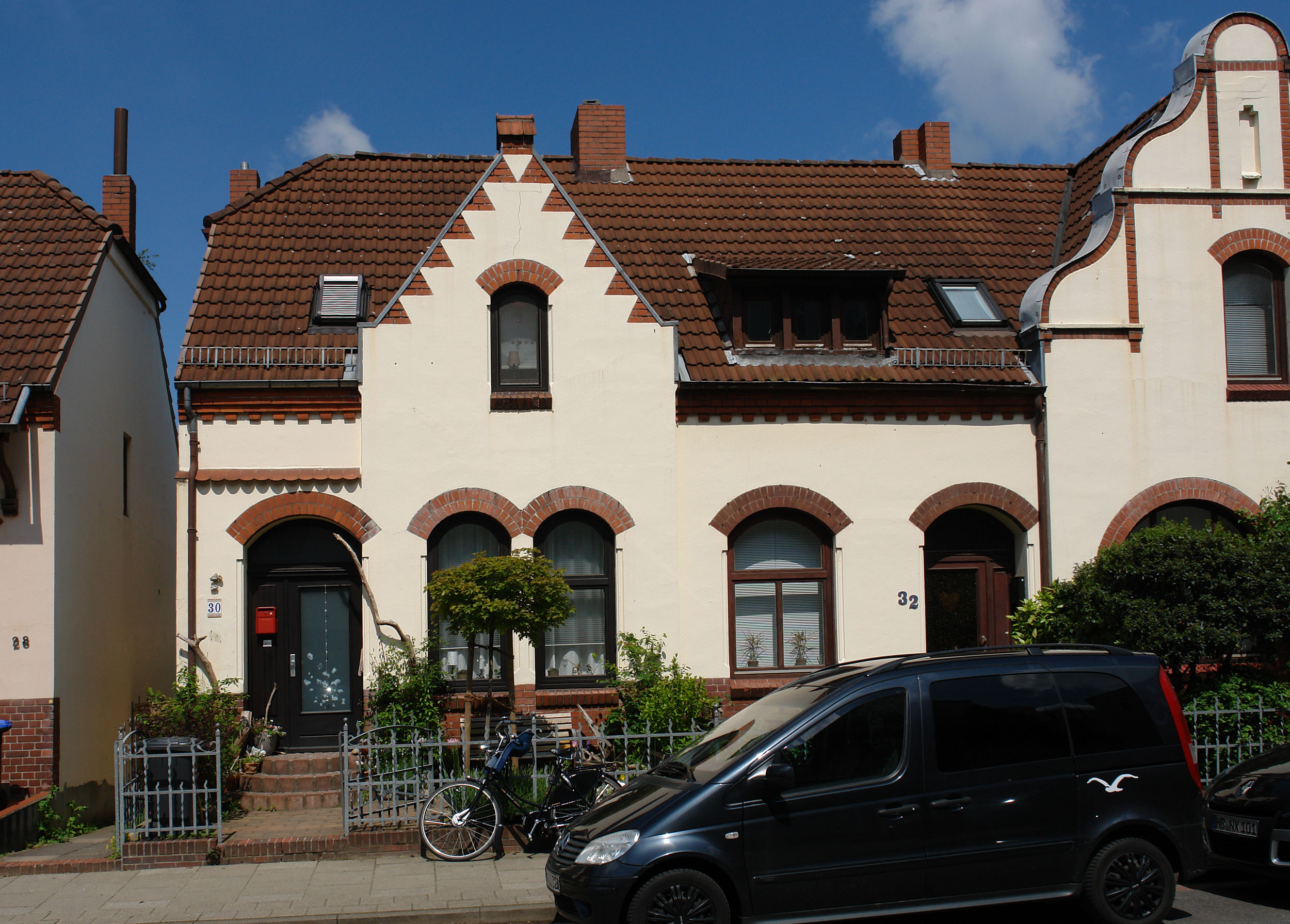
Henriettenstr. 30–32
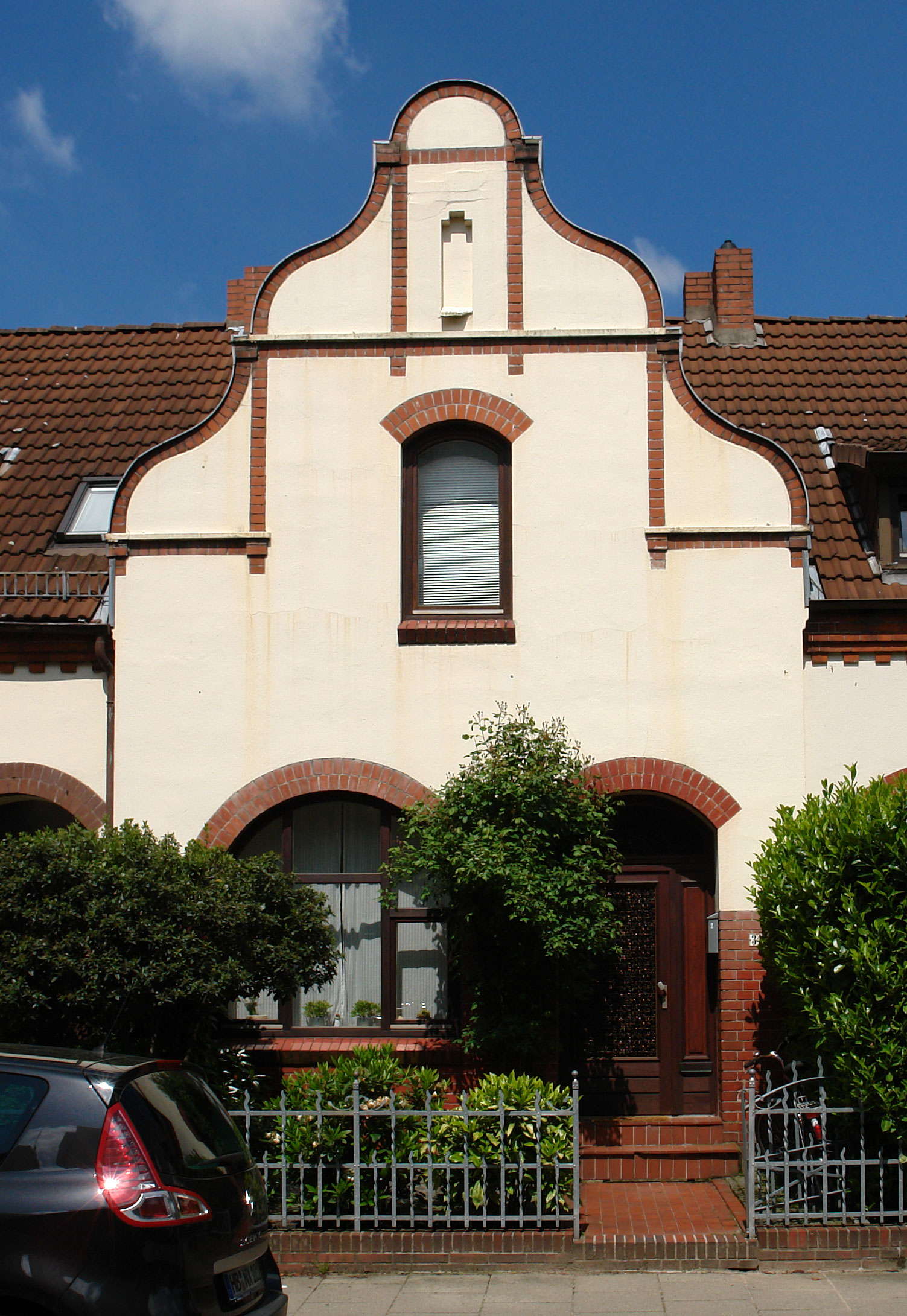
Henriettenstr. 34
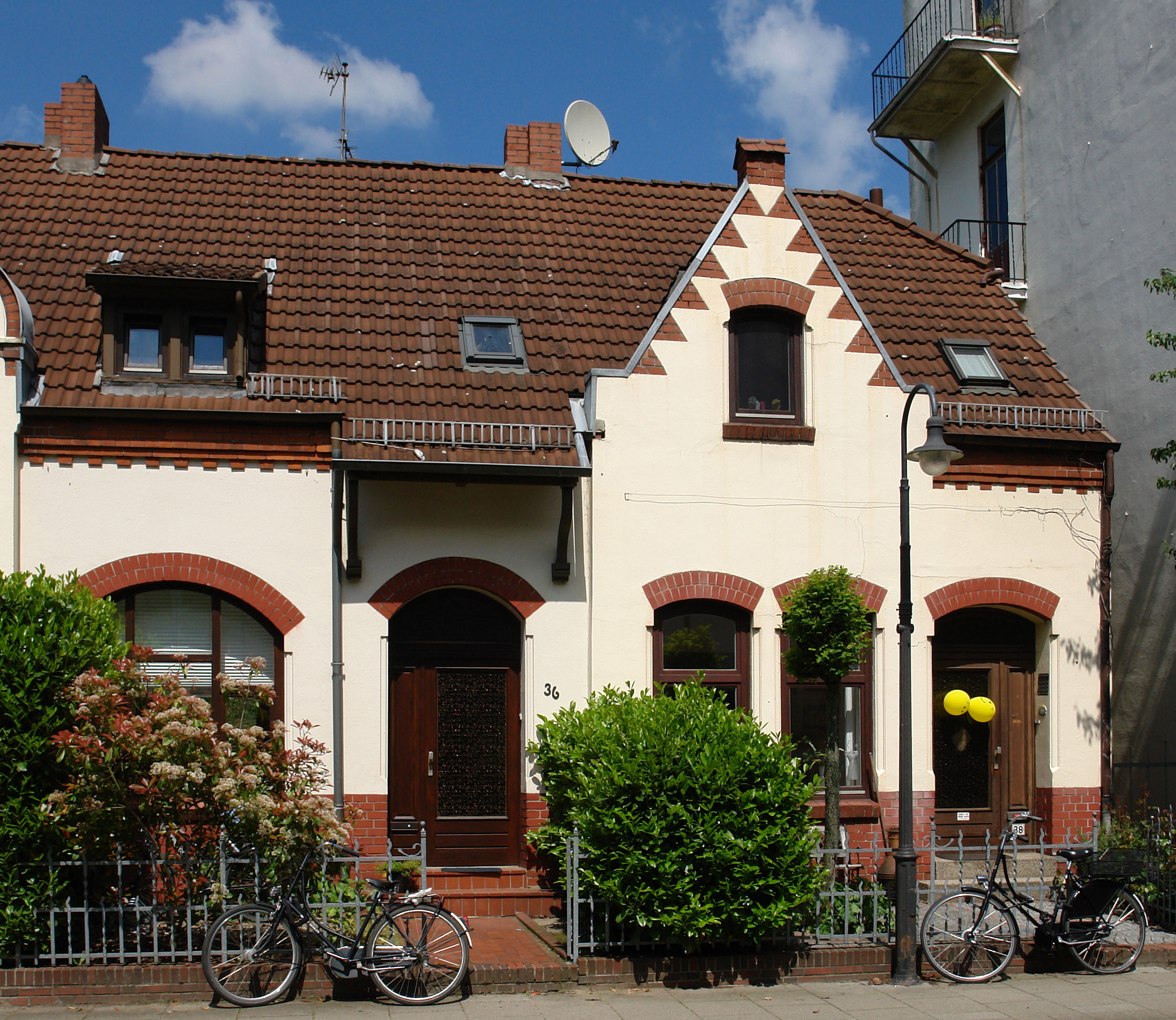
Henriettenstr. 36–38

## Denkmalschutz
Das Gebäudeensemble wurde 1980 als Bremer Kulturdenkmal unter Denkmalschutz gestellt.